# 羅基巴 (愛達荷州)
羅基巴（英語：Rocky Bar）是位於美國愛達荷州埃爾莫爾縣的一個非建制地區。該地的面積和人口皆未知。

## 地理
羅基巴的座標為42°41′21″N 115°17′24″W / 42.68917°N 115.29000°W，而該地的平均海拔高度為1606米（即5269英尺）。